# Вурманкасы (Вурнарский район)
Вурманкасы́ (чув. Вăрманкасси) — деревня в Вурнарском районе Чувашской Республики. Административный центр Вурманкасинского сельского поселения.

## География
Находится в центральной части Чувашии, на расстоянии приблизительно 7 км на северо-запад по прямой от районного центра поселка Вурнары на берегах речки Средний Цивиль.

## История
Известна с 1795 года, когда в ней (тогда околоток деревни Озёрное Абызово, ныне Кюльхири) было 35 дворов. В 1858 году было учтено 392 жителя, в 1897—766 жителей, в 1906—143 двора и 824 жителя, в 1926—229 дворов, 1056 жителей, в 1939 1151 житель, в 1979—854. В 2002 году было 248 дворов, в 2010—204 домохозяйства. В 1930 образован колхоз им. Бубнова, в 2010 действовал ООО «Хлебороб».

## Население
Постоянное население составляло 635 человек (чуваши 98 %) в 2002 году, 518 в 2010.